# 51 Leonis
51 Leonis, eller m Leonis, är en orange jätte i stjärnbilden Lejonet.
51 Leonis har visuell magnitud +5,49 och är svagt synlig för blotta ögat vid normal seeing. Den befinner sig på ett avstånd av ungefär 185 ljusår.